# Dennis Lancet UF

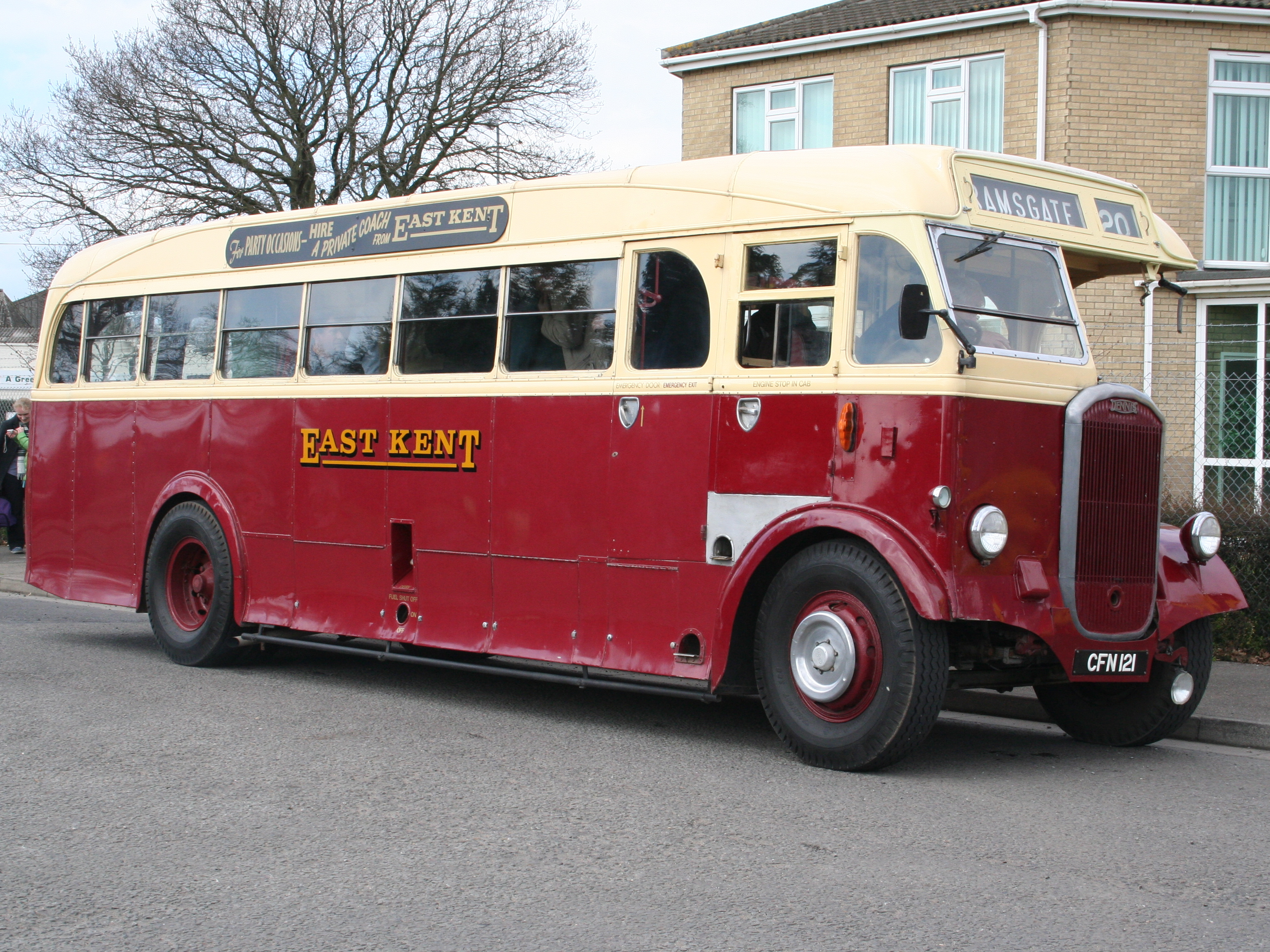
Dennis Lancet, Baujahr 1949

Der Dennis Lancet UF war ein Fahrgestell für Omnibusse des britischen Herstellers Dennis Brothers.
Er wurde 1959 bis 1961 in geringer Stückzahl gebaut.
Mitte der 1950er Jahre setzte auch in Großbritannien ein Trend zu Bussen mit unterflur angeordneten Motoren ein.
Die Vorteile dieser Anordnung des Motors lagen in der größeren Sitzplatzkapazität bei gegebener Länge, dem leichteren Ein- und Ausstieg für die Fahrgäste, der besseren Gewichtsverteilung und dem leichteren Zugang zu den mechanischen Baugruppen, was zur Einsparung von Wartungskosten führte.
Dennis bot daher ab 1953 nach dem konventionell ausgelegten Lancet III einen ungefähr gleich großen Bus mit unterflur angeordneten Motor an.
Dennis lieferte nur den Rahmen und die Antriebseinheit, die Busse wurden dann mit Aufbauten verschiedener Karosseriebauunternehmen versehen.
Diese damals übliche Bauweise ermöglichte eine bessere Anpassung an die Bedürfnisse der jeweiligen Betreiber.
Motorisiert wurden die Busse mit dem O-6-Dieselmotor mit 7,5 l Hubraum  von Dennis, der eine Leistung von ungefähr 100 bhp abgab.
Als Getriebe kam ein manuell zu schaltendes Fünfganggetriebe mit zuschaltbarem Overdrive zum Einsatz.
Wie bei fast allen Bussen der ersten Generation mit Unterflurmotor war der Kühler auch unterhalb des Rahmens positioniert.
Die Busse hatten bei einem Radstand von 16 Fuß und 4 Zoll oder alternativ 18 Fuß eine Länge von 30 Fuß und eine Breite von 8 Fuß und nutzten die damals geltenden Größenbeschränkungen für zweiachsige Omnibusse voll aus.
Mit einem Leergewicht von rund 7 Tonnen waren sie jedoch für damalige Verhältnisse relativ schwer.
Die Aufbauten der Reisebusse kamen von Duple Coachbuilders, Park Royal Vehicles und Plaxton.
Sie waren für 32 bis 41 Fahrgäste ausgelegt und zeichneten sich durch eine hoch angesetzte Fensterlinie, tief heruntergezogene Frontscheiben und Panoramafenster im Bug und an den Seiten aus.
Zusammen mit der „aerodynamisch“ abgerundeten Form verlieh dies den Bussen ein sehr dynamisches Aussehen.
Die Aufbauten der Stadtbusse von Strachan und Harrington waren kastenförmiger.
Bei ihnen war die Einstiegstür im vorderen Überhang platziert, was den kostensparenden Einmannbetrieb ohne Schaffner ermöglichte.